# Pareuchiloglanis anteanalis
Pareuchiloglanis anteanalis är en fiskart som beskrevs av Fang, Xu och Cui, 1984. Pareuchiloglanis anteanalis ingår i släktet Pareuchiloglanis och familjen Sisoridae. Inga underarter finns listade i Catalogue of Life.